# Казанка (Липецкая область)
Казанка — деревня в Воловском районе Липецкой области России. Входит в состав Ломигорского сельсовета.

## География
Деревня находится в юго-западной части Липецкой области, в лесостепной зоне, в пределах восточных отрогов Среднерусской возвышенности, на правом берегу реки Кшень, на расстоянии примерно 10 километров (по прямой) к северо-северо-западу (NNW) от села Волово, административного центра района. Абсолютная высота — 179 метров над уровнем моря.
Климат умеренно континентальный с теплым летом и умеренно морозной зимой.
Часовой пояс
Деревня Казанка, как и вся Липецкая область, находится в часовой зоне МСК (московское время). Смещение применяемого времени относительно UTC составляет +3:00.

## Население
| 2010 | 2012 |
| ---- | ---- |
| 3    | ↘2   |

Гендерный состав
По данным Всероссийской переписи населения 2010 года в гендерной структуре населения мужчины составляли 66,7 %, женщины — соответственно 33,3 %.
Национальный состав
Согласно результатам переписи 2002 года, в национальной структуре населения русские составляли 100 % из 2 человек.

## Улицы
Уличная сеть деревни состоит из одной улицы (ул. Карьерная).